# Бамбергски апокалипсис
Бамбергският апокалипсис (на немски: Bamberger Apokalypse) е произведение на отонската миниатюра от периода между 1000 г. и 1020 година. Точното датиране е спорно. Ръкописът е едно от най-известните произведения от скрипториума на манастира Райхенау и сега се намира в Държавната библиотека на Бамберг. От 2003 г. е част от световното документално наследство на ЮНЕСКО.